# Campionati arabi di lotta 2023
I campionati arabi di lotta 2023 si sono svolti a Baghdad, in Iraq, dall'8 al 9 dicembre 2023.

## Podi

### Lotta libera
| Evento | Oro                 | Argento                   | Bronzo                     |
| 55 kg  | Saajad Albidhan     | Hassan Mohammed Al-Harthi | Adem Lamloum               |
| 60 kg  | Ali Alamshani       | Mhd Asad Aldin Al-Asta    | Mohamed Hkiri              |
| 63 kg  | Ali Albidhan        | Suhib Alhasanat           | Rayan Hawsawi Muhamad Fwaz |
| 67 kg  | Karrar Albeedhan    | Ishak Ghaiou              | Oussama Nasr               |
| 72 kg  | Hayder Al-Saedi     | Mohamad Al-Obeid          | Omar Al-Daagmeh            |
| 77 kg  | Sami Slama          | Amro Sadeh                | Taha Al-Salihi             |
| 82 kg  | Sultan Eid          | Hussein Albidhan          | Belhasan Azouzi            |
| 87 kg  | Hakim at-Tarabulusi | Ali Abbood Hasan          | Mhd Feda Aldin Al-Asta     |
| 97 kg  | Ali Al-Kaabi        | Ibrahim Fallatah          | Imed Kaddidi               |
| 130 kg | Ali Al-Sharuee      | Ali Alnshiwati            | Hamza Rahmani              |

### Lotta greco-romana
| Evento | Oro                   | Argento                | Bronzo                 |
| 57 kg  | Khattab Al-Ani        | Khalil Barkouti        | Eissa Al-Sabri         |
| 61 kg  | Abdwllah Aljumalli    | Abdelghani Benatallah  | Ibrahim Al-Tabbaa      |
| 65 kg  | Mohammed Kareem       | Zaid Meslah            | Majd Aisha             |
| 70 kg  | Ali Al-Obaidi         | Saad Bouguerra         | Ahmad Al-Nakdali       |
| 74 kg  | Kaireddine Ben Telili | Abdelkader Ikkal       | Yousif Aldulaimi       |
| 79 kg  | Erzo Isakov           | Qutaiba Aldulaimi      | Anas Al-Khalidi        |
| 86 kg  | Mustafa al-Ubajdi     | Fatih Bin Faradżallah  | Mhd Feda Aldin Al-Asta |
| 92 kg  | Issa Al-Obaidi        | Abdelkareem Aboudoaeaj | Sabri Munasirijja      |
| 97 kg  | Abdullah Sameer       | Zaid Husein Shishani   | Anwar Sharfawi         |
| 125 kg | Omar Sarem            | Hamza Rahmani          | Ali Challoob Genana    |